# Wereldkampioenschappen schaatsen sprint 2012
De wereldkampioenschappen schaatsen sprint 2012 werden op 28 en 29 januari 2012 in het Olympic Oval te Calgary gehouden. Het was de 43ste editie van dit toernooi en voor 5de keer in Canada gehouden en voor de 4de keer in Calgary.
De wereldkampioenen werden Stefan Groothuis uit Nederland bij de mannen en Yu Jing uit China bij de vrouwen. Er werden vier wereldrecords gereden, op de 1000 meter door Christine Nesbitt en op de 500 meter door Yu Jing. Ook de puntentotalen voor de wereldkampioenen leverden twee wereldrecords op. Verder werd er ook nog een Wereldpuntenrecord voor junioren gereden door Karolína Erbanová

## Startplaatsen
Op het WK van 2011 in Heerenveen werd het onderstaande aantal startplaatsen verdiend.
|         | 4                     | 3                                                   | 2                                                                |
| ------- | --------------------- | --------------------------------------------------- | ---------------------------------------------------------------- |
| Mannen  | Nederland, Zuid-Korea | Canada, Japan, Noorwegen, Rusland, Verenigde Staten | Australië, Duitsland, Finland, Italië, Kazachstan, Polen, Zweden |
| Vrouwen | Nederland             | Canada, China, Duitsland, Japan, Rusland            | Italië, Kazachstan, Noorwegen, Verenigde Staten, Zuid-Korea      |

## Mannen

### Afstandmedailles
| Discipline | Goud             | Zilver           | Brons           |
| ---------- | ---------------- | ---------------- | --------------- |
| 500m       | Lee Kyou-hyuk    | Dmitri Lobkov    | Muncef Ouardi   |
| 1000m      | Shani Davis      | Stefan Groothuis | Mo Tae-bum      |
| 500m       | Joji Kato        | Mika Poutala     | Mo Tae-bum      |
| 1000m      | Stefan Groothuis | Shani Davis      | Sjoerd de Vries |

### Eindstand
Aan de afsluitende 1000 meter mochten 24 schaatsers deelnemen.
| #      | Schaatser                   | 500m          | 1000m           | 500m          | 1000m           | Punten     |
| ------ | --------------------------- | ------------- | --------------- | ------------- | --------------- | ---------- |
| Goud   | Stefan Groothuis            | 34,84 (9)     | 1.07,50 (2)     | 34,74 (12)    | 1.06,96 (1) NR  | 136,810 WR |
| Zilver | Lee Kyou-hyuk               | 34,33 (1)     | 1.08,01 (4)     | 34,67 (9)     | 1.07,99 (6)     | 137.000    |
| Brons  | Mo Tae-bum                  | 34,67 (6)     | 1.07,99 (3)     | 34,42 (3) pr  | 1.07,99 (6)     | 137.080    |
| 4      | Mika Poutala                | 34,62 (5)     | 1.08,20 (7)     | 34,38 (2)     | 1.08,34 (12)    | 137,270    |
| 5      | Shani Davis                 | 35,16 (16)    | 1.07,25 (1)     | 35,02 (18)    | 1.07,11 (2)     | 137,360    |
| 6      | Dmitri Lobkov               | 34,46 (2)     | 1.08,10 (6)     | 34,71 (11)    | 1.08,40 (13)    | 137,415    |
| 7      | Hein Otterspeer             | 34,72 (8)     | 1.08,54 (11)    | 34,48 (5) pr  | 1.08,08 (8)     | 137,510    |
| 8      | Joji Kato                   | 34,56 (4)     | 1.09,08 (19)    | 34,35 (1)     | 1.08,68 (17) pr | 137,790    |
| 9      | Jamie Gregg                 | 34,69 (7)     | 1.09,13 (20)    | 34,48 (5)     | 1.08,23 (9)     | 137,850    |
| 10     | Muncef Ouardi               | 34,54 (3) pr  | 1.09,06 (18) pr | 34,69 (10)    | 1.08,56 (16) pr | 138,040    |
| 11     | Aleksej Jesin               | 35,26 (21)    | 1.08,51 (10)    | 34,77 (13) pr | 1.07,84 (4) pr  | 138,205    |
| 12     | Artjom Kuznetsov            | 34,92 (13)    | 1.09,27 (23)    | 34,63 (8) pr  | 1.08,77 (18) pr | 138,570    |
| 13     | Denny Morrison              | 35,25 (20)    | 1.08,05 (5)     | 35,20 (24)    | 1.08,28 (10)    | 138,615    |
| 14     | Artur Waś                   | 34,89 (11)    | 1.09,21 (22) pr | 34,61 (7)     | 1.09,40 (20)    | 138,805    |
| 15     | Yuya Oikawa                 | 34,85 (10)    | 1.10,07 (27) pr | 34,43 (4)     | 1.09,54 (22) pr | 139,085    |
| 16     | Sjoerd de Vries             | 35,53 (23)    | 1.09,45 (25)    | 35,01 (17) pr | 1.07,72 (3) pr  | 139,125    |
| 17     | Haralds Silovs              | 35,56 (25) NR | 1.08,31 (8)     | 35,55 (27) NR | 1.07,98 (5)     | 139,255    |
| 18     | Pim Schipper                | 35,72 (29)    | 1.08,87 (14)    | 35,18 (22) pr | 1.08,31 (11) pr | 139,490    |
| 19     | Samuel Schwarz              | 35,65 (27)    | 1.09,02 (15)    | 35,16 (21) pr | 1.08,50 (14)    | 139,570    |
| 20     | Espen Aarnes Hvammen        | 35,16 (16) pr | 1.09,03 (16) pr | 35,19 (23)    | 1.09,54 (22)    | 139,635    |
| 21     | Mirko Nenzi                 | 35,63 (26)    | 1.08,80 (13)    | 35,15 (20) pr | 1.09,42 (21)    | 139,890    |
| 22     | Denis Koezin                | 35,80 (30) pr | 1.08,65 (12) pr | 35,58 (28) pr | 1.08,55 (15) NR | 139,980    |
| 23     | Ryohei Haga                 | 35,10 (14)    | 1.10,48 (29)    | 34,84 (14)    | 1.09,69 (24)    | 140,025    |
| 24     | Benjamin Macé               | 36,04 (32) NR | 1.08,41 (9) NR  | 36,35 (30)    | 1.09,12 (19)    | 141,155    |
| NC25   | Roman Krech                 | 34,91 (12)    | 1.09,05 (17)    | 34,97 (15)    |                 | 104,405    |
| NC26   | Daniel Greig                | 35,54 (24)    | 1.09,38 (24)    | 34,99 (16) NR |                 | 105,220    |
| NC27   | Lee Ki-ho                   | 35,17 (18)    | 1.10,47 (28)    | 35,04 (19)    |                 | 105,445    |
| NC28   | Ermanno Ioriatti            | 35,26 (21)    | 1.09,97 (26)    | 35,24 (25)    |                 | 105,485    |
| NC29   | Håvard Holmefjord Lorentzen | 35,66 (28) pr | 1.09,16 (21)    | 35,72 (29)    |                 | 105,960    |
| NC30   | Denny Ihle                  | 35,23 (19) pr | 1.10,78 (30) pr | 35,40 (26)    |                 | 106,020    |
| NC31   | Bram Smallenbroek           | 37,09 (33)    | 1.11,02 (31)    | 36,71 (31) pr |                 | 109,310    |
| DQ3    | Marius Paraschivoiu         | 35,89 (31)    | 1.11,64 (32)    | DSQ           |                 | 71,710     |
| NS2    | Lee Kang-seok               | 35,11 (15)    | DNS             |               |                 | 35,110     |
| DSQ    | Mitchell Whitmore           | DSQ           | DSQ             | DSQ           |                 | DSQ        |

 DNS = niet gestart, DSQ = gediskwalificeerd

## Vrouwen

### Afstandmedailles
| Discipline | Goud              | Zilver          | Brons           |
| ---------- | ----------------- | --------------- | --------------- |
| 500m       | Jenny Wolf        | Wang Beixing    | Zhang Hong      |
| 1000m      | Christine Nesbitt | Marrit Leenstra | Margot Boer     |
| 500m       | Yu Jing           | Wang Beixing    | Lee Sang-hwa    |
| 1000m      | Christine Nesbitt | Yu Jing         | Marrit Leenstra |

### Eindklassement
Aan de afsluitende 1000 meter mochten 24 schaatssters deelnemen.
| #      | Schaatsster         | 500m          | 1000m           | 500m          | 1000m           | Punten      |
| ------ | ------------------- | ------------- | --------------- | ------------- | --------------- | ----------- |
| Goud   | Yu Jing             | 37,72 (7)     | 1.14,43 (4) pr  | 36,94 (1) WR  | 1.13,47 (2) NR  | 148,610 WR  |
| Zilver | Christine Nesbitt   | 37,93 (8)     | 1.12,68 (1) WR  | 37,89 (10)    | 1.12,94 (1)     | 148,630     |
| Brons  | Zhang Hong          | 37,63 (3) pr  | 1.14,44 (5) pr  | 37,87 (8)     | 1.13,97 (4) pr  | 149,705     |
| 4      | Margot Boer         | 37,71 (6)     | 1.14,37 (3) pr  | 37,83 (7)     | 1.14,17 (6) pr  | 149,810     |
| 5      | Annette Gerritsen   | 37,67 (4)     | 1.14,67 (7)     | 37,75 (4)     | 1.14,33 (7) pr  | 149,920     |
| 6      | Heather Richardson  | 38,07 (10)    | 1.14,49 (6)     | 37,85 (7)     | 1.14,05 (5)     | 150,190     |
| 7      | Wang Beixing        | 37,50 (2)     | 1.15,75 (15)    | 37,32 (2)     | 1.15,07 (10)    | 150,230     |
| 8      | Marrit Leenstra     | 38,15 (14) pr | 1.14,16 (2) pr  | 38,29 (18)    | 1.13,89 (3) pr  | 150,465     |
| 9      | Jenny Wolf          | 37,35 (1)     | 1.14,95 (9) pr  | 38,04 (12)    | 1.15,61 (14)    | 150,670     |
| 10     | Thijsje Oenema      | 38,09 (12)    | 1.14,92 (8) pr  | 37,88 (9)     | 1.14,67 (8) pr  | 150,765     |
| 11     | Lee Sang-hwa        | 37,70 (5)     | 1.15,94 (17)    | 37,36 (3)     | 1.15,58 (13)    | 150,820     |
| 12     | Olga Fatkulina      | 38,33 (17)    | 1.15,28 (11)    | 38,03 (11) pr | 1.14,86 (9)     | 151,430     |
| 13     | Nao Kodaira         | 38,07 (10)    | 1.15,24 (10)    | 38,05 (14)    | 1.15,52 (12)    | 151,500     |
| 14     | Judith Hesse        | 38,05 (9) pr  | 1.15,83 (16)    | 37,79 (5) pr  | 1.17,00 (22)    | 152,255     |
| 15     | Yukana Nishina      | 38,12 (13) pr | 1.16,03 (18)    | 38,17 (17)    | 1.15,94 (18) pr | 152,275     |
| 16     | Jekaterina Ajdova   | 38,27 (16) NR | 1.16,17 (19)    | 38,15 (16) NR | 1.15,80 (16) NR | 152,405     |
| 17     | Karolína Erbanová   | 38,17 (15) NR | 1.16,97 (22)    | 38,11 (15) NR | 1.15,41 (11) NR | 152,470 WRJ |
| 18     | Brittany Bowe       | 38,67 (19)    | 1.15,50 (14)    | 38,40 (19)    | 1.15,80 (16)    | 152,720     |
| 19     | Miho Takagi         | 38,75 (20) pr | 1.15,48 (13)    | 38,76 (23)    | 1.15,62 (15)    | 153,050     |
| 20     | Svetlana Kajkan     | 38,33 (17)    | 1.17,94 (26)    | 38,04 (12)    | 1.16,60 (19)    | 153,640     |
| 21     | Svetlana Radkevitsj | 38,80 (22)    | 1.17,61 (24)    | 38,55 (22)    | 1.16,79 (21) pr | 154,550     |
| 22     | Irina Arsjinova     | 39,07 (24) pr | 1.16,47 (20) pr | 38,91 (25) pr | 1.17,27 (23)    | 154,850     |
| 23     | Kaylin Irvine       | 39,09 (25)    | 1.17,26 (23)    | 38,87 (24)    | 1.16,71 (20)    | 154,945     |
| 24     | Kim Hyun-yung       | 38,98 (23) pr | 1.17,65 (25)    | 38,44 (20) pr | 1.17,45 (24)    | 154,970     |
| NC25   | Shannon Rempel      | 38,75 (20)    | 1.16,50 (21)    | 38,54 (21)    |                 | 115,540     |
| NS3    | Monique Angermüller | 1.10,88 (26)  | 1.15,37 (12)    | DNS           |                 | 108,565     |
| DQ1    | Elina Risku         | DSQ           |                 |               |                 | -           |

DNS = niet gestart, DSQ = diskwalificatie
1. ↑  http://www.mediacourant.nl/2012/01/miljoen-kijkers-voor-tennisthriller-djokovic-en-nadal/